# Hrabstwo Wiluna
Hrabstwo Wiluna (Shire of Wiluna) - jednostka samorządu terytorialnego w stanie Australia Zachodnia. 
Obszar ten został po raz pierwszy wydzielony w 1909 jako Zarząd Drogowy Wiluna. Po reformie administracyjnej w 1961 otrzymał status hrabstwa. Władzę ustawodawczą stanowi rada hrabstwo złożona z siedmiu radnych, którzy wybierają dyrektora generalnego hrabstwa, kierującego administracją lokalną. 
Ogromną większość powierzchni hrabstwa zajmują niezamieszkane tereny pustynne. Dlatego - choć jego powierzchnia wynosi aż 182 155 km², liczba ludności to zaledwie 681 osób (2006). Ośrodkiem administracyjnym i zarazem jedynym skupiskiem ludzkim jest miasto Wiluna.